# Элегия (Секретные материалы)
«Элегия» (англ. «Elegy») — 22-й эпизод 4-го сезона сериала «Секретные материалы». Премьера состоялась 4 мая 1997 года на телеканале FOX. Эпизод принадлежит к типу «монстр недели» и никак не связан с основной «мифологией сериала», заданной в первой серии. Режиссёр — Джеймс Чарльстон, автор сценария — Джон Шибан, приглашённые звёзды — Стивен Портер, Алекс Брухански, Сидни Лэссик.
В США серия получила рейтинг домохозяйств Нильсена, равный 10,6, который означает, что в день выхода серию посмотрели 17,1 миллиона человек.
Главные герои серии — Фокс Малдер (Дэвид Духовны) и Дана Скалли (Джиллиан Андерсон), агенты ФБР, расследующие сложно поддающиеся научному объяснению преступления, называемые Секретными материалами.

## Сюжет
В данном эпизоде Малдер и Скалли расследуют серию убийств людей, возле места преступлений есть либо надписи, либо раздается звонок со словами «Она — это я». Расследование приводит агентов к умственно отсталому человеку, который имеет некую ментальную связь с жертвами.